# Libero (volleyboll)

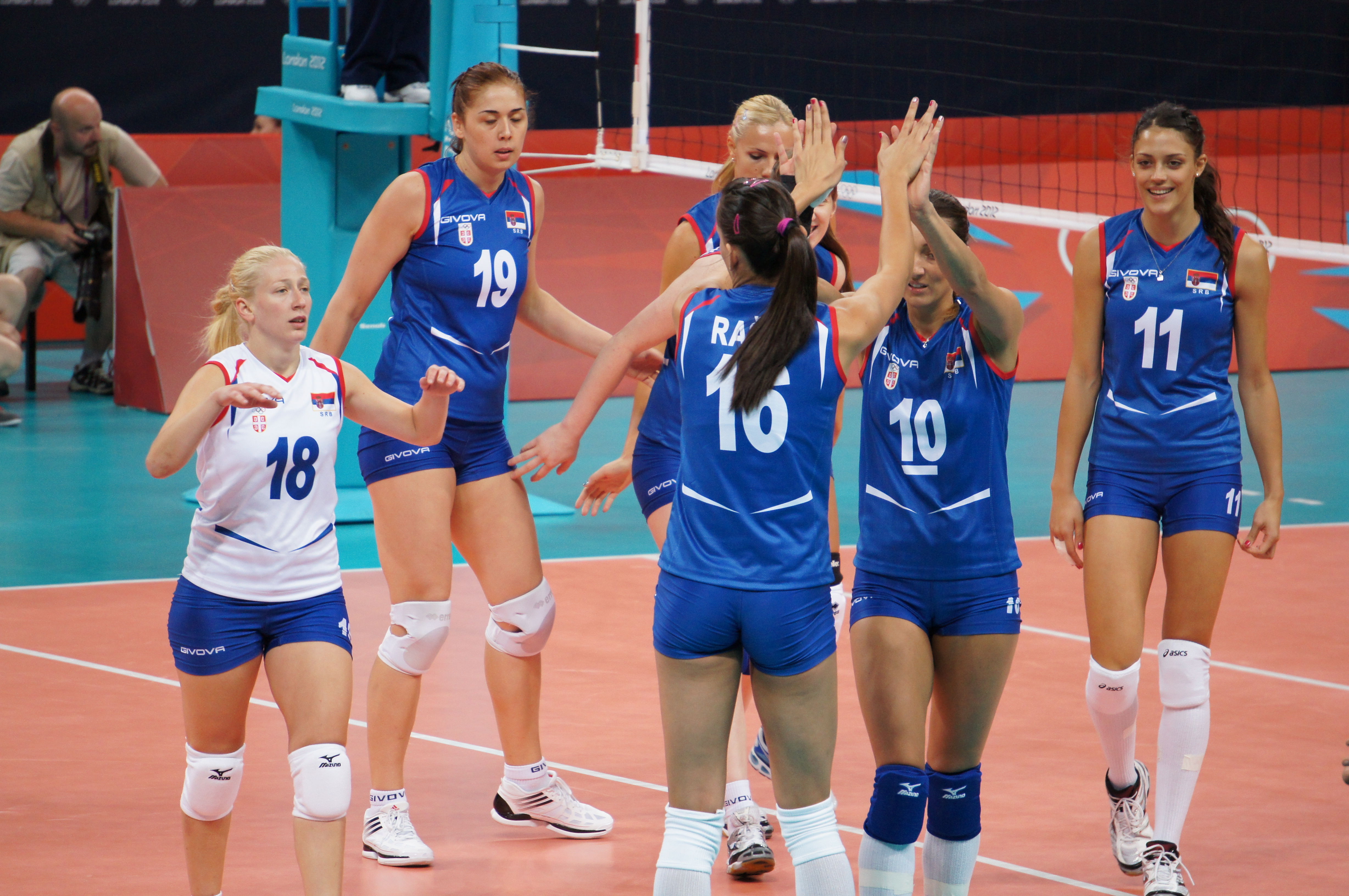
En libero i vit tröja.

Libero (liberor i plural) är en utvald spelare i volleyboll, specialiserad på försvar. 
Liberon infördes av FIVB 1996. För liberon gäller särskilda regler. Det får bara finnas två i varje lag och maximalt en på planen. Liberon måste bära en matchtröja som tydligt skiljer sig från övriga i laget, oftast i en avvikande färg. Liberon får inte passa med fingerslag framför tremeterslinjen till ett anfall. Liberon får inte anfalla över näthöjd, serva, blockera eller försöka att blockera. Liberon kan fritt bytas mot valfri spelare i bakre raden, men det måste spelas minst en boll mellan varje byte.